# Ostaszewo (Couïavie-Poméranie)
Pour les articles homonymes, voir Ostaszewo.
Ostaszewo est un village de Pologne situé en Couïavie-Poméranie, dans la gmina (commune) de Łysomice.